# 小川ゲン
小川ゲン（おがわ げん、1987年4月17日 - ）は、日本の男性俳優、声優、ナレーター。

## 来歴・人物
埼玉県出身。青山学院初等部、青山学院大学経営学部経営学科卒業。大学在学中の2009年に俳優デビュー。
青年座映画放送、ヘリンボーンに所属していた。
父は小川真司。母は原陽子。
特技は野球、スキー、トランペット、乗馬。

## 出演作品

### テレビドラマ
2009年
- 浅見光彦シリーズ『斎王の葬列』
- 花祭（陽助）

2010年
- とめはねっ! 鈴里高校書道部
- やまない雨はない

2015年
- 最強の法廷 裁判官桜子と10人の評決（川口守）

### 映画
2013年
- 震動（洋輔）
- 008（勝也）

2014年
- ミスターホーム（孝志）

2015年
- 感光以前（室井）

2016年
- ヴァニタス（伊藤）
- うつろいの標本箱（悠一）

2017年
- KILLER TUNE RADIO
- ようこそ、美の教室へ

2018年
- 十年 Ten Years Japan（劇中CMナレーション）
- パンク侍、斬られて候（付き人一）
- リバースダイアリー（白石理人）

### MV
- Heavenstamp『Dreaming aboutyou』
- Sentimental boys『春のゆくえ』、『青春が過ぎてゆく』
- 欅坂46『二人セゾン』初回仕様限定盤特典・渡邉理佐個人PV『LOVE LETTER』

### CM
- 池田泉州銀行「共に、挑む」篇

### テレビアニメ
- ロクでなし魔術講師と禁忌教典（2017年、クライス＝アインツ）

### 劇場アニメ
- 劇場版蟲師・続章 鈴の雫（2015年、葦朗[3]）

### 吹き替え

#### 映画
- エクスティンクション 地球奪還（マイルズ）
- シング・ストリート 未来へのうた（コナー・"コズモ"・ロウラー）
- 20センチュリー・ウーマン（ジェイミー）
- ヒトラーの忘れもの（ヘルムート・モアバッハ）
- ボーイ・ソプラノ ただひとつの歌声（フェルナンド）

#### テレビドラマ
- クリミナル・マインド FBI行動分析課 シーズン10 #20『惨劇の食卓』（マーク）
- ティーン・ウルフ
- トランスペアレント（コルトン）

### CMナレーション
- 花王ビオレ
- コマツ「アリゾナ鉱山篇」
- JR新宿ミライナタワー
- 東京ステーションシティ「START with YOU」
- Nintendo Switch
- プレミアム・アウトレット
- ベネッセ 進研ゼミ高校講座
- メニコン SMART TOUCH
- LION Magica
- サッポロビール 第95回箱根駅伝用オリジナルCM
- 大和証券グループ「可能性を信じる 辻井伸行氏篇」

### 舞台
2011年
- 少女と結婚詐欺師（諸星）

2012年
- SEND ONE YOUR LOVE 〜愛を贈れば〜（健介）

2015年
- マーキュリー・ファー（パーティープレゼント）
- NO.9-不滅の旋律-（カール・ヴァン・ベートーヴェン）

2017年
- 春のめざめ（ヘンスヒェン）

2018年
- Shakespeare’s　R&J（学生3）
- NO.9-不滅の旋律-〈再演〉（カール・ヴァン・ベートーヴェン）
- 琵琶絵巻 朗読楽 天守物語（亀姫、図書之助）

2019年
- 春のめざめ〈再演〉（ヘンスヒェン）

2020年
- 音楽劇 アルトゥロ・ウイの興隆（1月11日-2月2日、神奈川芸術劇場）
- NO.9-不滅の旋律-〈再々演〉（2020年12月13日 - 2021年1月7日（12月31日はABEMA 、イープラスから有料ライブ配信[4][5]）、TBS赤坂ACTシアター / 【11月、オーストリア・ウィーン（フォルクス劇場）[注 1]（カール・ヴァン・ベートーヴェン）

2024年
- NO.9-不滅の旋律-〈再々々演〉（カール・ヴァン・ベートーヴェン）[7]